# James Pearson (Politiker)

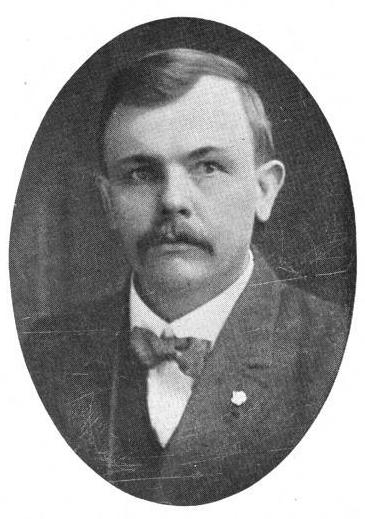
James Pearson

James Pearson (* 1873 in Pana, Christian County, Illinois; † 16. April 1950 in Shenandoah, Iowa) war ein US-amerikanischer Politiker. Zwischen 1915 und 1917 war er Vizegouverneur des Bundesstaates Nebraska.

## Werdegang
James Pearson war seit 1885 in Nebraska beheimatet. Zunächst lebte er im dortigen Cass County und dann in Moorefield. Beruflich war er im Getreidehandel tätig. Politisch schloss er sich der Demokratischen Partei an. Von 1913 bis 1915 war er Abgeordneter im damaligen Repräsentantenhaus von Nebraska.
1914 wurde Pearson an der Seite von John H. Morehead zum Vizegouverneur von Nebraska gewählt. Dieses Amt bekleidete er zwischen 1915 und 1917. Dabei war er Stellvertreter des Gouverneurs und formaler Vorsitzender des Staatssenats. Später verließ er den Staat Nebraska und zog nach Shenandoah in Iowa, wo er Radiogeistlicher wurde. Er starb am 16. April 1950 an den Folgen eines ein Jahr zuvor erlittenen Schlaganfalls.